# Clitoria magentea
Clitoria magentea är en ärtväxtart som beskrevs av Paul R. Fantz. Clitoria magentea ingår i släktet Clitoria, och familjen ärtväxter. Inga underarter finns listade i Catalogue of Life.